# بروس أوغيلفي
بروس أوغيلفي (بالإنجليزية: Bruce Ogilvie)‏ هو متسابق دراجات نارية أمريكي، ولد في 4 أبريل 1953 في ريفرسايد في الولايات المتحدة، وتوفي في 13 أبريل 2009 بسبب سرطان.

## وصلات خارجية
- الموقع الرسمي